# 2016 イタリアンベースボールウィーク
2016 イタリアンベースボールウィーク（2016 Italian Baseball Week）は、イタリア野球ソフトボール連盟が主催する、イタリアンベースボールウィークの第7回大会で、9月3日から9月6日の間に行われる。フィレンツェで開催されるが同都市で国際野球大会が開催されるのは第38回IBAFワールドカップ以来7年ぶりである。

## 経緯
2016年8月11日に記者会見が行われ、開催概要が発表された。8月23日にイタリア代表が発表された。8月29日にイタリア代表が数人代表を追加した。

## 出場チーム
| 所属連盟 | チーム   | 出場回数 | 詳細 |
| -------- | -------- | -------- | ---- |
| CEB      | イタリア | 7回目    | 詳細 |
| CEB      | スペイン | 4回目    | 詳細 |
| CEB      | チェコ   | 3回目    | 詳細 |

## 最終順位
| 順位   | 国・地域 | 試合 | 勝数 | 負数 | 引き分け |
| ------ | -------- | ---- | ---- | ---- | -------- |
| 優勝   | 不明の旗 | 4    | 4    | 0    | 0        |
| 準優勝 | 不明の旗 | 4    | 1    | 3    | 3        |
| 3位    | 不明の旗 | 4    | 1    | 3    | 3        |